# ADO in het seizoen 1959/60
Het seizoen 1959/1960 was het zesde jaar in het bestaan van de Haagse betaaldvoetbalclub ADO. De club kwam uit in de Eredivisie en eindigde daarin op de 12e plaats.

## Wedstrijdstatistieken

### Eredivisie
|       | Ajax  | Blauw-Wit | DOS   | DWS/A | Elinkwijk | Sportclub Enschede | Feijenoord | Fortuna '54 | MVV   | NAC   | PSV   | Rapid JC | Sittardia | Sparta | Volendam | VVV   | Willem II |
| ----- | ----- | --------- | ----- | ----- | --------- | ------------------ | ---------- | ----------- | ----- | ----- | ----- | -------- | --------- | ------ | -------- | ----- | --------- |
| Thuis | 2 – 1 | 4 – 2     | 2 – 1 | 1 – 2 | 1 – 2     | 2 – 2              | 1 – 0      | 1 – 1       | 3 – 2 | 4 – 1 | 1 – 2 | 5 – 1    | 1 – 2     | 2 – 0  | 4 – 1    | 1 – 4 | 3 – 3     |
| Uit   | 3 – 0 | 2 – 1     | 3 – 1 | 2 – 4 | 1 – 3     | 4 – 1              | 5 – 2      | 1 – 1       | 1 – 1 | 3 – 2 | 0 – 3 | 1 – 0    | 3 – 2     | 6 – 0  | 0 – 2    | 3 – 1 | 3 – 0     |

## Statistieken ADO 1959/1960

### Eindstand ADO in de Nederlandse Eredivisie 1959 / 1960
| Stand | Gespeeld | Gewonnen | Gelijk | Verloren | Punten | Doelpunten voor | Doelpunten tegen |
| ----- | -------- | -------- | ------ | -------- | ------ | --------------- | ---------------- |
| 12e   | 34       | 13       | 5      | 16       | 31     | 62              | 68               |

### Topscorers
| Competitie \| # \| Naam \| \| \| ------ \| ----------------- \| -- \| \| 1. \| Lex Rijnvis \| 17 \| \| 2. \| Carol Schuurman \| 15 \| \| 3. \| Theo Timmermans \| 8 \| \| 4. \| Mick Clavan \| 5 \| \| 4. \| Henny den Engelse \| 5 \| \| 6. \| Guus Haak \| 4 \| \| 7. \| Roel Timmer \| 3 \| \| 7. \| Jan Verhoek \| 3 \| \| 9. \| Peter Hoet \| 2 \| \| Totaal \| Totaal \| 62 \| |                   |      |
| # | Naam              | Goal |
| 1. | Lex Rijnvis       | 17   |
| 2. | Carol Schuurman   | 15   |
| 3. | Theo Timmermans   | 8    |
| 4. | Mick Clavan       | 5    |
| 4. | Henny den Engelse | 5    |
| 6. | Guus Haak         | 4    |
| 7. | Roel Timmer       | 3    |
| 7. | Jan Verhoek       | 3    |
| 9. | Peter Hoet        | 2    |
| Totaal | Totaal            | 62   |

## Voetnoten
ADO ·
Ajax ·
Blauw-Wit ·
DOS ·
DWS/A ·
Elinkwijk ·
Sportclub Enschede ·
Feijenoord ·
Fortuna '54 ·
MVV ·
NAC ·
PSV ·
Rapid JC ·
Sittardia ·
Sparta ·
Volendam ·
VVV ·
Willem II